# Georgi Kay
Georgina Kingsley plus connue sous le nom de scène Georgi Kay, est une musicienne d'indie pop et actrice australienne,.

## Discographie

### Albums
- Backwardsforwards (30 mai 2011)

### EPs
- Strange Things (6 mars 2010)

### Singles
- "Lionheart" (17 novembre 2010)

## Filmographie
- 2013 : Top of the Lake de Jane Campion : Melissa